# Joseph Streicher
Joseph Streicher (* um 1801 in Freiburg im Breisgau; † 2. März 1880 ebenda) war ein deutscher Verwaltungsbeamter.

## Leben
Joseph Streicher studierte Rechtswissenschaften an der Albert-Ludwigs-Universität Freiburg. 1821 wurde er Mitglied des Corps Suevia Freiburg. 1826 wurde er Rechtspraktikant und ab 1827 in Kenzingen, 1829 in Ettenheim beschäftigt. 1833 wurde er Assessor beim Oberamt Heidelberg. 1836 wechselte er als Amtsassessor zum Bezirksamt Waldkirch, wo er 1841 zum Amtmann ernannt wurde. 1848 wurde er zum Amtsvorstand des Bezirksamts Schönau ernannt und 1851 zum Oberamtmann befördert. 1855 wechselte er zum Universitätsamt Freiburg, dem er bis zu seiner Pensionierung 1868 als Oberamtmann vorstand.